# Marinko Soldo
Marinko Soldo (Donje Kolibe, Bosanski Brod, 20. svibnja 1955.), hrvatski je pjesnik i esejist iz BiH.
Studirao je na Filozofskom fakultetu u Sarajevu. Više godina radio kao novinar sarajevskog dnevnika Oslobođenja. 
Djela: Između kuće i predvečerja (pjesme, 1979.), Vječnost u granicama (eseji, 1985.), Smrtna igra s besmrtnošću (eseji, 1988.). 